# Estadio Urawa Komaba
El Estadio Urawa Komaba (さいたま市駒場スタジアム Saitama-shi Komaba Sutajiamu?) es un estadio atlético ubicado en Urawa, Saitama, Saitama, Japón. Tiene una capacidad de 21 500 espectadores.

## Usos
El club de fútbol de la J1 League Urawa Red Diamonds usa habitualmente este recinto para partidos locales de bajo perfil, mientras que de 2005 a 2007 Omiya Ardija, clásico rival de los Reds, albergó muchos de sus partidos aquí durante la expansión del Estadio Ōmiya.

## Localización
- Dirección: 1-1-2 Komaba, Urawa-ku, Saitama-shi Saitama 330-0051 Japón
- Transporte: 20 minutos a pie desde JR East Estación Urawa y Estación Kita-Urawa en la Línea Keihin-Tōhoku

## Galería de imágenes

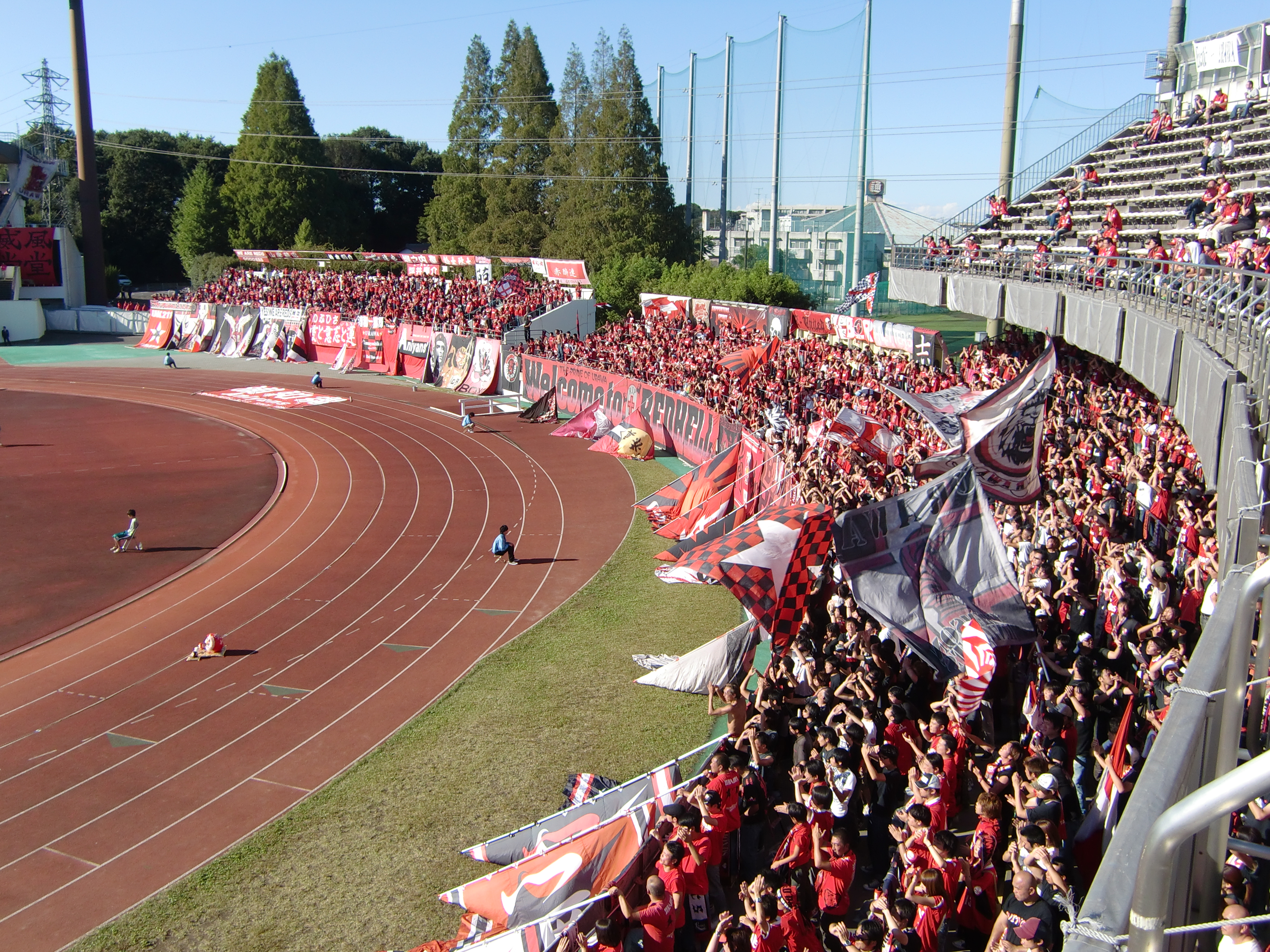
Tribuna local
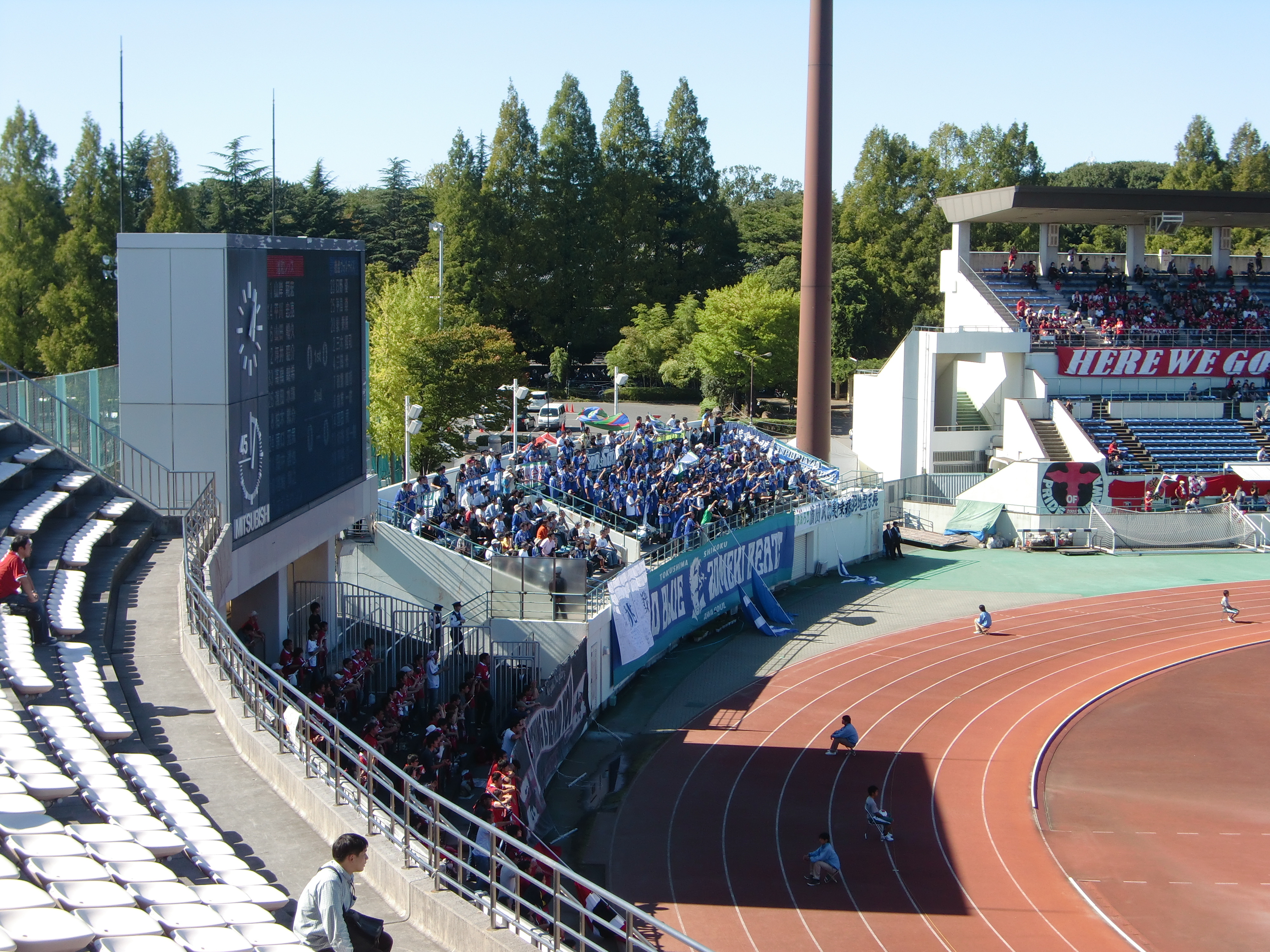
Tribuna visitante
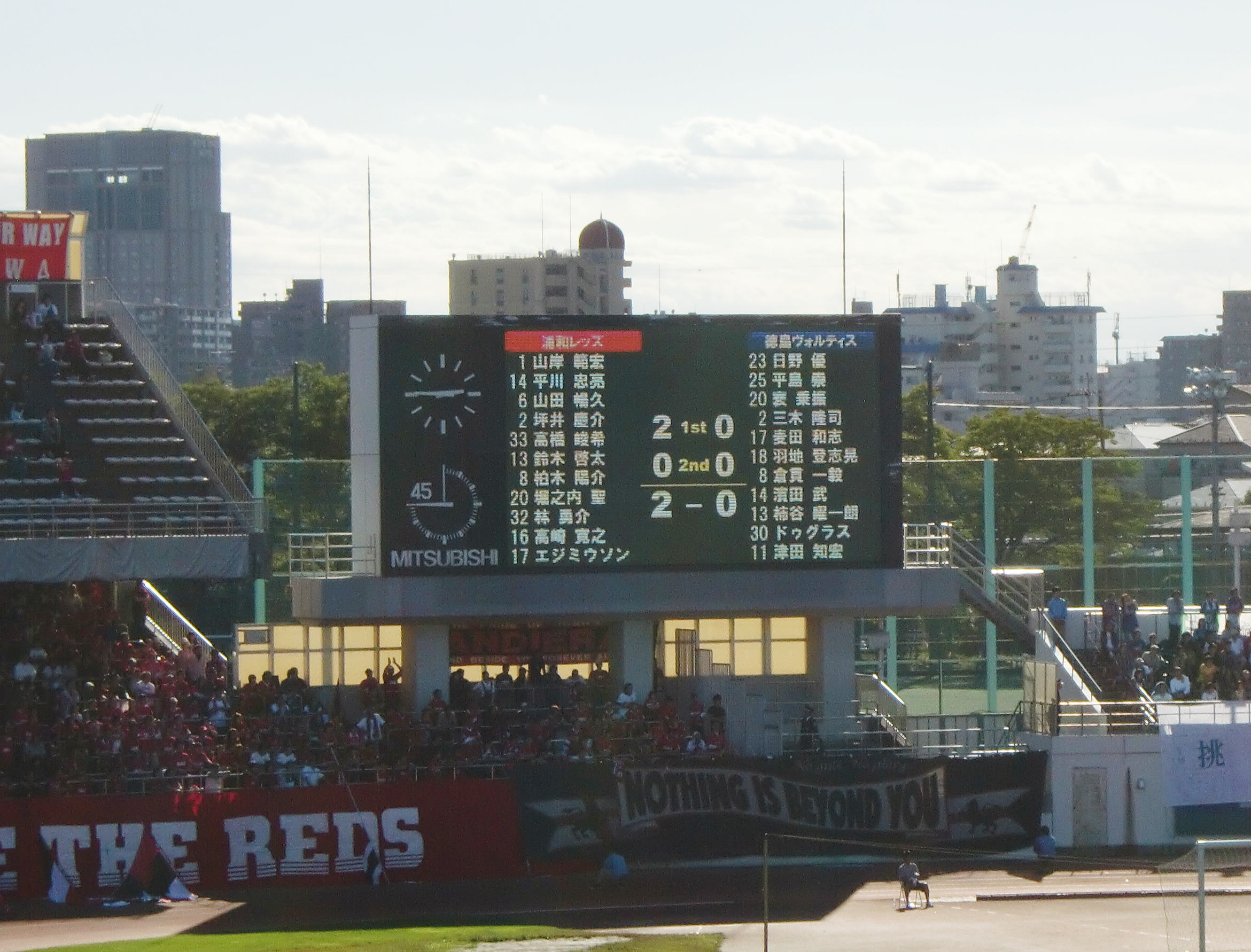
Tablero electrónico
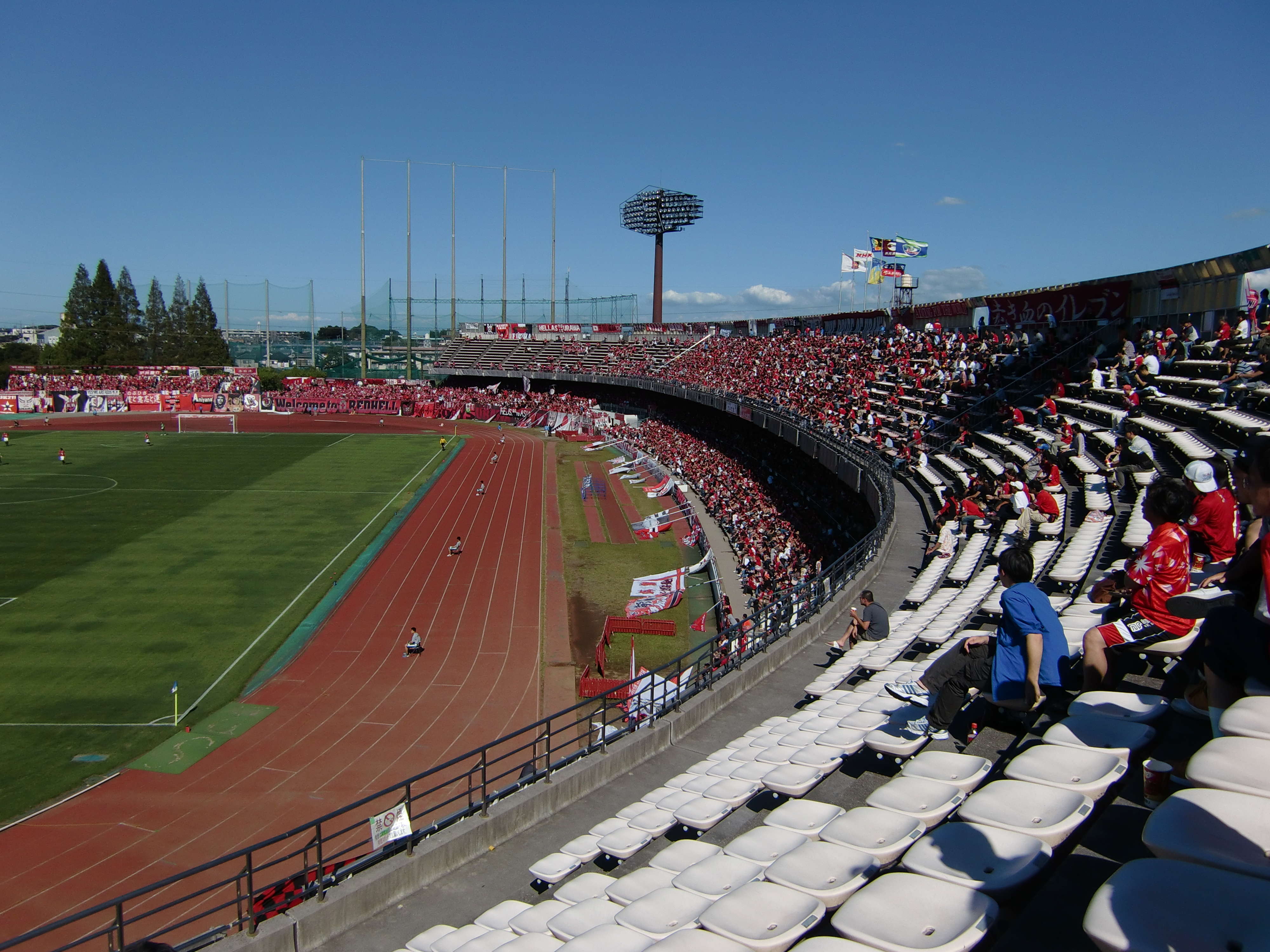
Tribuna general
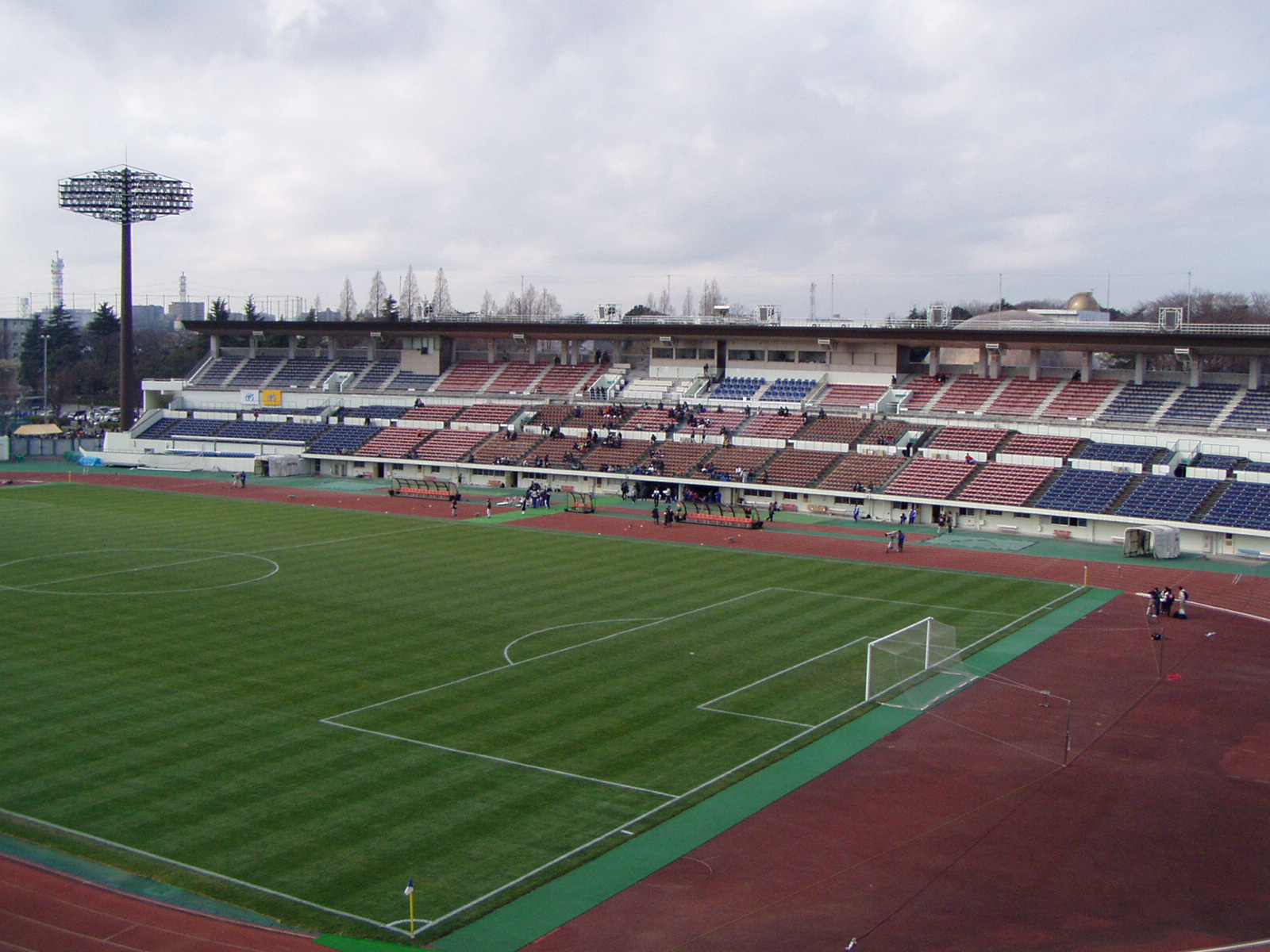
Tribuna preferencial
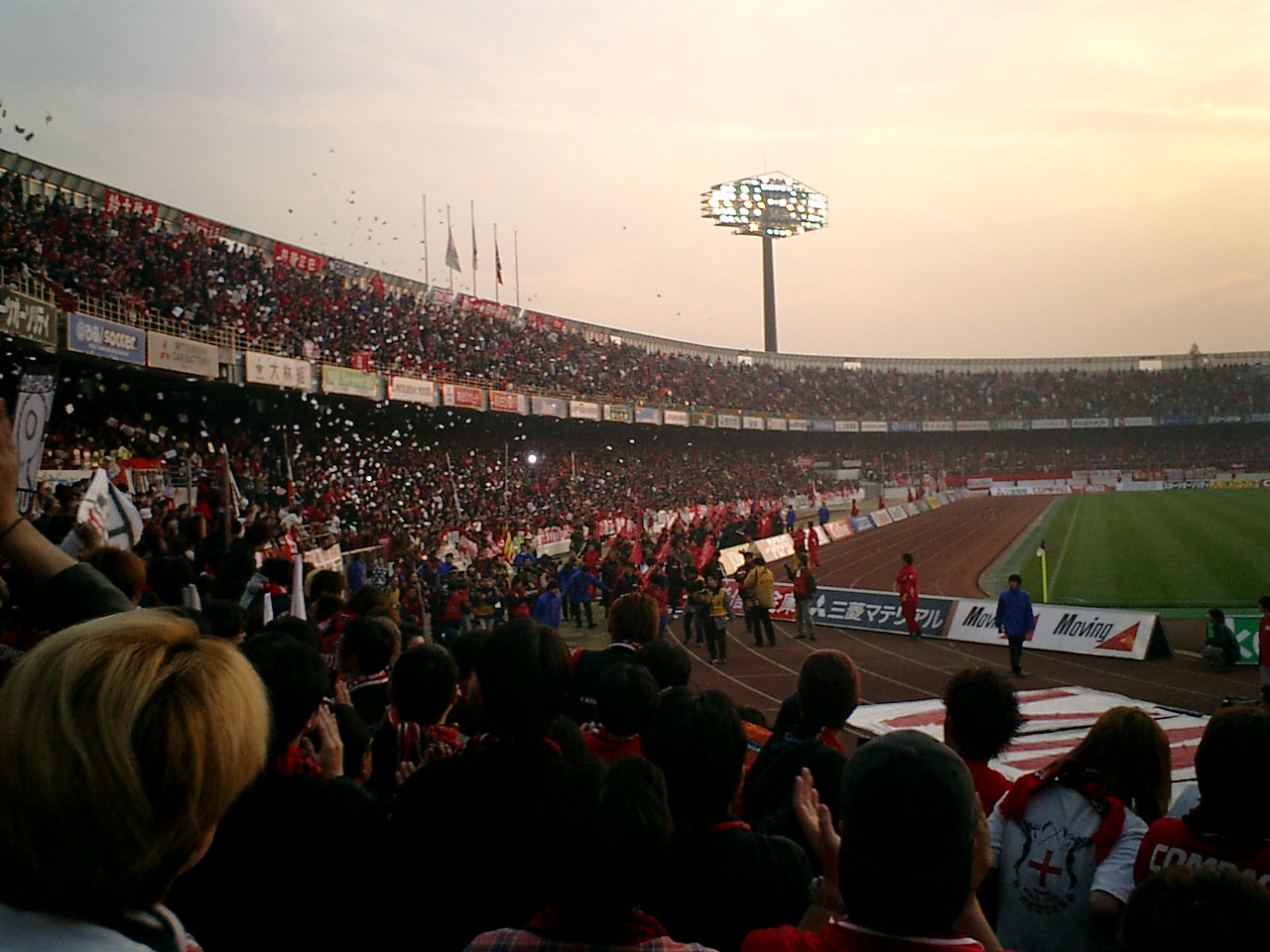
Recibimiento